# Koichirō Matsuura
Kōichirō Matsuura (松浦晃一郎 Matsuura Kōichirō?, Tokio, Japón, 1937-) es un diplomático japonés. Fue director general de la Unesco entre 1999 y 2009.

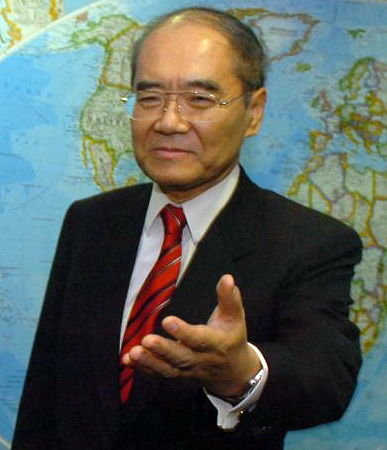
Kōichirō Matsuura, director general de la Unesco de 1999 al 2009.

Matsuura estudió derecho en la Universidad Imperial de Tokio y economía en el Haverford College (Estados Unidos). Desde 1961 se dedicó a la diplomacia, desempeñando su labor en embajadas y representaciones de Japón en Ghana, Francia, Estados Unidos y Hong Kong, así como en el ministerio japonés de Asuntos Exteriores. Entre 1992 y 1994, fue ministro para Asuntos Extranjeros y entre 1994 y 1999 fue embajador extraordinario y plenipotenciario de Japón en Francia. Entre 1998 y 1999 fue presidente del Comité Mundial de Patrimonio de UNESCO.
| Predecesor: Federico Mayor Zaragoza | Director general de la UNESCO 1999 - 2009 | Sucesor: Irina Bokova |

- Datos: Q318985
- Multimedia: Kōichirō Matsuura / Q318985